# 杨文仁
杨文仁（1941年6月—2020年11月2日），男，山东胶州人，中国书法家、国画家，山东省美术馆一级美术师，曾任山东省美术家协会副主席。